# Знак оклику
Знак о́клику (!). — розділовий знак, який використовується в реченні для позначення сильного емоційного почуття: обурення, здивування, захоплення, гніву, тривоги тощо. Супроводжуються знаком оклику і спонукальні висловлювання.
Може поєднуватися зі знаком запитання для питання-оклику та з трьома крапками (в українській типографії три крапки після знака оклику перетворюються на дві). Таким чином на письмі передається інтонація чуттєво-загострених ситуацій у розповідно-окличних, питально-окличних й спонукально-окличних реченнях.
А також може подвоюватися, потроюватися або використовуватися безліч разів для висловлення більшої експресії та емоційності при граматичних зловживаннях.

## Історія вживання
Знак оклику, відомий як «удивная», згадується в граматиці Мелетія Смотрицького (1619). Його використовували автори XVIII—XIX століть, у тому числі О. Павловський, автор першої української граматики, опублікованої у 1818 році, а також інші представники того періоду.
У науковий обіг введений Смаль-Стоцьким під назвою окличник.
Так званий сатиричний знак оклику, поміщений у дужки і поставлений після слова чи висловлення, вказує на дурницю або невірність сказаного.
У деяких мовах (насамперед у іспанській) також використовується перекинутий знак оклику ( ¡ — U+00A1), який ставиться на початку окличної фрази на додаток до звичайного знаку оклику в кінці.
В американській типографіці в 1960-і —1970-і роки використовувався знак-гібрид із знаків оклику та питання, який називається інтеробанг ( ‽ — U+203B).

## В українській мові та літературі
1. Знак оклику на письмі ставиться в кінці окличного речення: «Гетьте, думи, ви хмари осінні!» (Л. Українка). Завжди ставиться знак оклику в кінці речень, котрі не є підрядними, але у складі яких є слова як, який, що (то), за, скільки, що несуть в собі експресивне значення: «На небокрай яка краса огнів сія!» (В. Сосюра). Для передачі підвищеної окличної інтонації використовується два або три знаки оклику: Я це люблю!!!
2. У кінці називного окличного речення: «Рідний край! На світі немає нічого дорожчого за нього…!» (І. Цюпа).
3. Після звертань як однослівних, так і поширених, вимовлених з окличною інтонацією: «Україно! Ти в славній броні не одна» (М. Рильський).
4. Після вигуків та після слів так і ні, якщо вони мають виразну окличну інтонацію і стоять на початку речення: «Ай! Як тут гарно!» (М. Коцюбинський), «Так! Хто не зріс між вами, не зрозуміє вас!» (Л. Українка). Для підкреслення ефективності деяких слів знак оклику може вживатися всередині речення: «І ворогам не розтоптати — ні! — омитий кров'ю стяг наш трудівничий» (М. Рильський). Інтонація оклику та питання на письмі передається знаками !? та ?!: «Се ти, мій чарівниченьку?!» (Л. Українка)
5. У дужках, після цитати або всередині неї, для позначення ставлення автора до цитованого матеріалу: «Із збільшенням поголів'я корів (!) зросли озонові діри».
6. На початку занадто довгого та складного речення відзеркалюється знак оклику для правильного зорієнтування читача у інтонації написаного: «!В часи зневіри, в годину важких думок про долю мого рідного краю, — ти одна моя підпора і запомога, о велика, могутня, правдива та вільна, рідна мово!» (П. Мирний). Речення, що в своїй структурі мають невелику кількість слів, не потребують додаткового акценту, оскільки повністю потрапляють в поле зору, тому знак оклику на початку таких речень не ставиться: «О слово! Будь мечем моїм!» (О. Олесь). [Архівовано 18 січня 2022 у Wayback Machine.]
7. В українській літературі досить часто після слів зі знаком оклику наступне слово пишеться з маленької букви, якщо, на думку автора, це охоплюється межами одного висловлювання. При повторюваних та однорідних членах речення, що розділені знаком оклику, слово після нього також може писатися з маленької букви. Але такі прийоми більш властиві художній літературі. Правописна практика сучасності вимагає написання великої літери в подібних випадках.

## Уматематиці
Знаком оклику позначається факторіал:
{\displaystyle n!=1\times 2\times \dots \times n.}
Два знаки оклику позначають подвійний факторіал:
{\displaystyle n!!=n\times (n-2)\times (n-4)\dots ;}
добуток закінчується одиницею для непарних і двійкою для парних чисел.
Знак існування в поєднанні із знаком оклику ( {\displaystyle \exists !} ) позначає «існує і єдиний».

## У мовах програмування
- В мові С та декількох інших мовах програмування символом «!» позначається операція логічного заперечення, а сполученням "!=" — операція порівняння «не дорівнює». В деяких мовах використовується також "!==" та інші складені знаки.
- В деяких діалектах мови BASIC знак оклику, поставлений одразу після імені змінної, позначає, що у цій змінній зберігається число з рухомою комою звичайної точності.
- В HTML і його нащадках теґ коментаря має вигляд <!-- довільний текст -->.

## У музиці
Відомий американський рок-гурт має назву !!!, яка вимовляється chk chk chk.